# Червоне (Євпаторійський район)
Черво́не (крим. Çervone, раніше Наріманівка, крим. Narimanivka) — село Євпаторійського району Автономної Республіки Крим.
У 2023 році у проєкті Постанови Верховної Ради України «Про перейменування деяких населених пунктів Автономної Республіки Крим» село запропоновано перейменувати на Балкове.

## Населення

### Мова
Розподіл населення за рідною мовою за даними перепису 2001 року:
| Мова              | Кількість | Відсоток |
| ----------------- | --------- | -------- |
| російська         | 1114      | 50.32 %  |
| українська        | 526       | 23.76 %  |
| кримськотатарська | 513       | 23.17 %  |
| білоруська        | 8         | 0.36 %   |
| вірменська        | 5         | 0.23 %   |
| інші/не вказали   | 48        | 2.16 %   |
| Усього            | 2214      | 100 %    |

1. ↑  Повідомлення про оприлюднення проєкту Постанови Верховної Ради України «Про перейменування деяких населених пунктів Автономної Республіки Крим».
2. ↑  Рідні мови в об'єднаних територіальних громадах України — Український центр суспільних даних